# Гарден-Сіті (Юта)
Гарден-Сіті (англ. Garden City) — місто (англ. town) в США, в окрузі Рич штату Юта. Населення — 602 особи (2020).

## Географія
Гарден-Сіті розташований за координатами 41°56′12″ пн. ш. 111°24′42″ зх. д. / 41.93667° пн. ш. 111.41167° зх. д. (41.936559, -111.411585).  За даними Бюро перепису населення США в 2010 році місто мало площу 21,70 км², уся площа — суходіл.

### Клімат
| Клімат : Гарден-Сіті    | Клімат : Гарден-Сіті | Клімат : Гарден-Сіті | Клімат : Гарден-Сіті | Клімат : Гарден-Сіті | Клімат : Гарден-Сіті | Клімат : Гарден-Сіті | Клімат : Гарден-Сіті | Клімат : Гарден-Сіті | Клімат : Гарден-Сіті | Клімат : Гарден-Сіті | Клімат : Гарден-Сіті | Клімат : Гарден-Сіті | Клімат : Гарден-Сіті |
| Показник                | Січ.                 | Лют.                 | Бер.                 | Квіт.                | Трав.                | Черв.                | Лип.                 | Серп.                | Вер.                 | Жовт.                | Лист.                | Груд.                | Рік                  |
| Абсолютний максимум, °C | 15,0                 | 15,6                 | 21,1                 | 26,7                 | 30,6                 | 35,6                 | 35,0                 | 34,4                 | 32,2                 | 27,8                 | 20,0                 | 16,7                 | 35,6                 |
| Середній максимум, °C   | −0,6                 | 0,6                  | 6,1                  | 12,2                 | 17,2                 | 22,8                 | 27,2                 | 26,7                 | 21,1                 | 14,4                 | 5,6                  | 0,0                  | 12,8                 |
| Середня температура, °C | −5,6                 | −5                   | 0,3                  | 5,6                  | 10,0                 | 14,7                 | 18,6                 | 18,1                 | 13,1                 | 7,5                  | 0,6                  | −4,4                 | 6,2                  |
| Середній мінімум, °C    | −10,6                | −10,6                | −5,6                 | −1,1                 | 2,8                  | 6,7                  | 10,0                 | 9,4                  | 5,0                  | 0,6                  | −4,4                 | −8,9                 | −0,5                 |
| Абсолютний мінімум, °C  | −38,3                | −36,7                | −29,4                | −13,3                | −8,9                 | −4,4                 | −0,6                 | −5,6                 | −8,3                 | −15                  | −27,2                | −32,8                | −38,3                |
| Норма опадів, мм        | 25                   | 27                   | 28                   | 37                   | 42                   | 27                   | 18                   | 23                   | 30                   | 32                   | 31                   | 27                   | 346                  |
| ----------------------- | -------------------- | -------------------- | -------------------- | -------------------- | -------------------- | -------------------- | -------------------- | -------------------- | -------------------- | -------------------- | -------------------- | -------------------- | -------------------- |

## Демографія
Згідно з переписом 2010 року, у місті мешкали 562 особи в 215 домогосподарствах у складі 164 родин. Густота населення становила 26 осіб/км².  Було 1006 помешкань (46/км²).
Расовий склад населення:
| - 97,7 % — білих - 0,9 % — азіатів - 0,4 % — корінних американців |

До двох чи більше рас належало 0,5 %. Частка іспаномовних становила 5,9 % від усіх жителів.
За віковим діапазоном населення розподілялося таким чином: 31,0 % — особи молодші 18 років, 54,2 % — особи у віці 18—64 років, 14,8 % — особи у віці 65 років та старші. Медіана віку мешканця становила 33,7 року. На 100 осіб жіночої статі у місті припадало 107,4 чоловіків;  на 100 жінок у віці від 18 років та старших — 106,4 чоловіків також старших 18 років.
Середній дохід на одне домашнє господарство  становив 50 558 доларів США (медіана — 37 708), а середній дохід на одну сім'ю — 48 052 долари (медіана — 38 125). За межею бідності перебувало 32,8 % осіб, у тому числі 44,1 % дітей у віці до 18 років та 0,0 % осіб у віці 65 років та старших.
Цивільне працевлаштоване населення становило 154 особи. Основні галузі зайнятості: науковці, спеціалісти, менеджери — 21,4 %, освіта, охорона здоров'я та соціальна допомога — 17,5 %, мистецтво, розваги та відпочинок — 15,6 %, фінанси, страхування та нерухомість — 14,9 %.